# Leioderes turki
Leioderes turki là một loài bọ cánh cứng trong họ Cerambycidae.